# جولیان سیهی
جولیان سیهی (انگلیسی: Julian Cihi؛ زادهٔ ۱۹۸۶/۱۹۸۷ (۳۷–۳۸ سال)) بازیگر است. وی از سال ۲۰۱۰ میلادی تاکنون مشغول فعالیت بوده‌است.